# Stefan Grzegorczyk
Stefan Roman Grzegorczyk (ur. 26 maja 1934 w Warszawie) – polski dziennikarz i działacz sportowy, redaktor naczelny tygodnika Piłka Nożna (1973–1992), prezes Polskiego Związku Pięcioboju Nowoczesnego (1981–2009).

## Życiorys
W 1952 ukończył Liceum Ogólnokształcące im. Adama Mickiewicza w Warszawie, w 1956 studia dziennikarskie na Uniwersytecie Warszawskim. W latach 1956–1972 pracował w tygodniku Sportowiec, m.in. jako sekretarz redakcji. Równocześnie w latach 1968–1970 był sekretarzem redakcji pisma Dysk Olimpijski. W latach 1973–1992 był redaktorem naczelnym tygodnika Piłka Nożna. W latach 1994–1999 był zastępcą redaktora naczelnego pisma TOTO Sport, w latach 1998–2001 pełnił tę samą funkcję w Magazynie Olimpijskim. 
Równocześnie w latach 1973–1976 był członkiem zarządu Polskiego Związku Piłki Nożnej, w 1974 rzecznikiem prasowym reprezentacji Polski na mistrzostwach świata, do 1981 odpowiadał w PZPN za kontakty z mediami.
W latach 1981–2009 był prezesem Polskiego Związku Pięcioboju Nowoczesnego, w latach 1989–2009 członkiem zarządu Polskiego Komitetu Olimpijskiego.
Był odznaczony Krzyżem Kawalerskim (1983) i Krzyżem Oficerskim (1999, M.P. nr 2 z 2000, poz. 25) Orderu Odrodzenia Polski.

## Publikacje
- Murhardt - dzień po dniu (1974)
- Gra o medal : X Piłkarskie Mistrzostwa Świata (1975)
- Z piłką na ty (1977)
- Droga do Buenos... (1978)
- Mundial po polsku (1978)
- Piłka nożna 1919-1979. Ludzie, drużyny, mecze (1981) - z Jerzym Lechowskim i Mieczysławem Szymkowiakiem
- Piłka nożna (1982) - w serii "I ty zostaniesz olimpijczykiem"
- Tajemnice Mundialu. Espana '82 (1983) - z Jerzym Lechowskim
- Droga do Meksyku (1986) - z Jerzym Lechowskim
- Piłka nożna 1919-1989. Ludzie, drużyny, mecze. Zarys encyklopedyczny (1989) - z Jerzym Lechowskim i Mieczysławem Szymkowiakiem
- Sekrety trenera Górskiego. Moje 70 lat - z Kazimierzem Górskim i Jerzym Lechowskim